# Aysha ericae
Aysha ericae là một loài nhện trong họ Anyphaenidae.
Loài này thuộc chi Aysha. Aysha ericae được Antonio D. Brescovit miêu tả năm 1992.